# La Prensa (Buenos Aires)

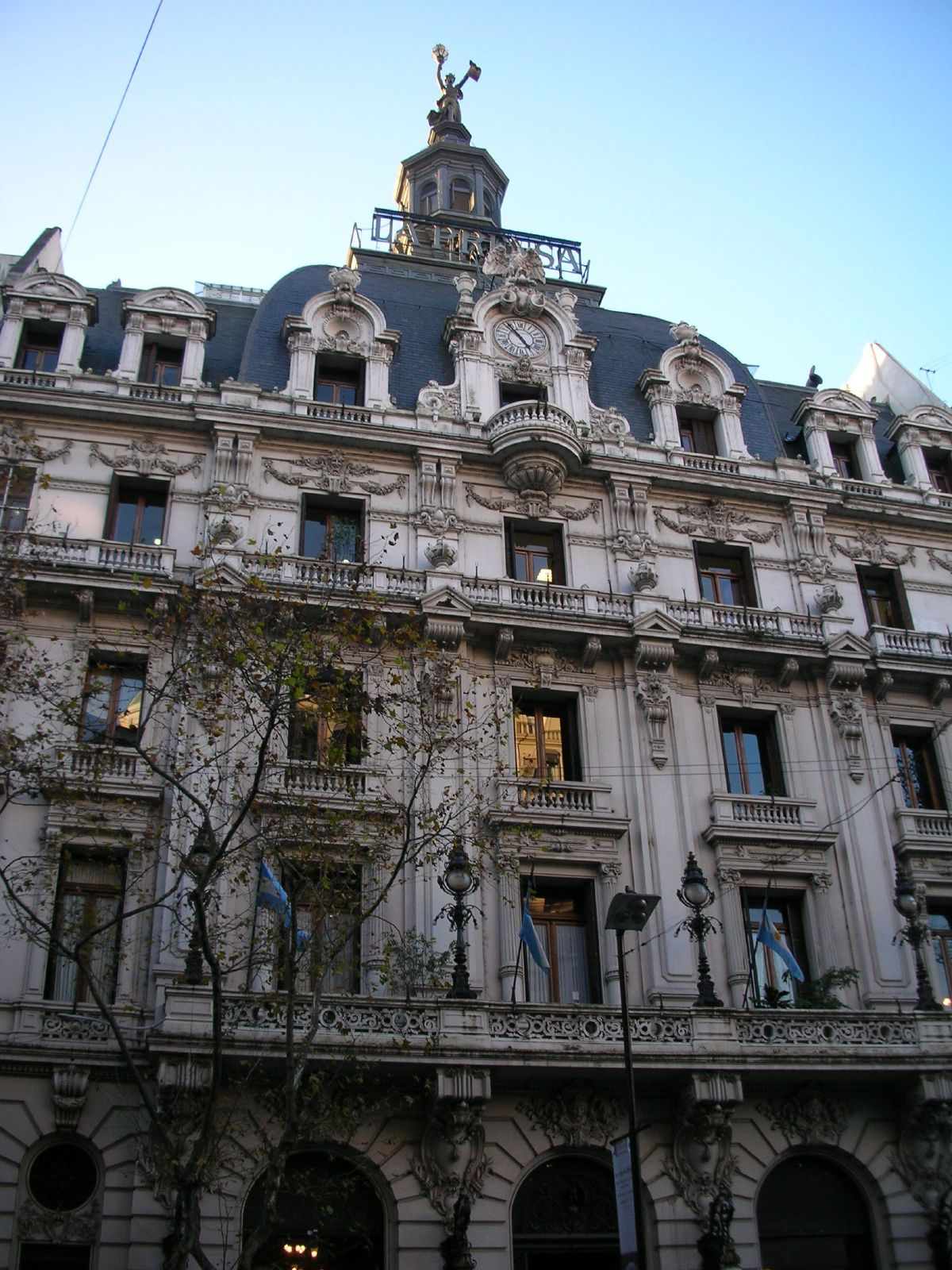
Der ehemalige Sitz von La Prensa (2007)

La Prensa ist eine spanischsprachige Tageszeitung aus Buenos Aires. Sie wurde 1869 vom Staatsmann, Politiker und Journalisten José Clemente Paz gegründet. Zu ihren bekanntesten Mitarbeitern zählte der Arzt und Schriftsteller Baldomero Fernández Moreno.
Der ehemalige Sitz der Zeitung in der Avenida de Mayo dient seit 1995 als Kultureinrichtung („Casa de la Cultura“) und steht als „Monumento Histórico Nacional“ unter Denkmalschutz.